# Quintanilha
Quintanilha is een plaats (freguesia) in de Portugese gemeente Bragança en telt 304 inwoners (2001).